# Enolmis arabica
Enolmis arabica is een vlinder uit de familie dikkopmotten (Scythrididae). De wetenschappelijke naam van deze soort is voor het eerst geldig gepubliceerd in 1986 door Passerin d'Entrèves.
De soort komt voor in tropisch Afrika.